# Acoetes mortenseni
Acoetes mortenseni är en ringmaskart som först beskrevs av Monro 1928.  Acoetes mortenseni ingår i släktet Acoetes och familjen Acoetidae. Inga underarter finns listade i Catalogue of Life.